# Preto-velho

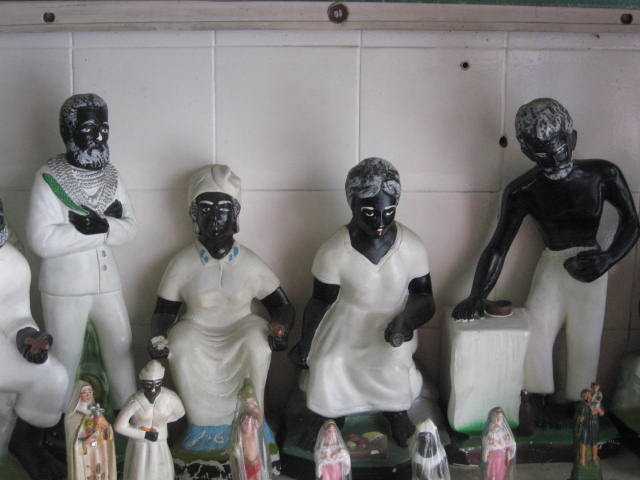
Pretos-Velhos, entidades de Umbanda

Preto velho ou Pretos-velhos são uma linha de trabalho de entidades de umbanda. São espíritos que se apresentam sob o arquétipo de idosos africanos que viveram nas senzalas, majoritariamente como escravos que morreram no tronco ou de velhice, e que adoram contar as histórias do tempo do cativeiro. São considerados divindades purificadas. Sábios, ternos e pacientes, dão o amor, a fé e a esperança aos seus afilhados.
O preto velho, na Umbanda, está associado aos ancestrais africanos, assim como o caboclo está associado aos índios e o baiano aos migrantes nordestinos.
Os Pretos velhos seriam as entidades mais conhecidas nacionalmente, mesmo por leigos que só ouviram falar destas religiões afro-brasileiras. O Preto velho é lembrado também pelo instrumento que normalmente utiliza, o cachimbo.

## Descrição
São entidades que tiveram, pela sua idade avançada, o poder de viver longamente através da sua sabedoria, apesar da rudeza do cativeiro demonstram fé para suportar as amarguras da vida, consequentemente são espíritos guias de elevada sabedoria.
Ligados geralmente à vibração de Omolu, costumam fumar cachimbo, realizar benzimentos com ramos de arruda, rezando com terço e aspergindo água fluidificada. As  baforadas com fumo são, segundo a crença umbandista, para limpeza e harmonização das vibrações de seus médiuns e de consulentes.

## Culto
Na Umbanda os Pretos velhos são homenageados no dia 13 de maio, data que foi assinada a Lei Áurea, a abolição da escravatura no Brasil.
Os pontos cantados servem para saudar a presença das entidades, firmar sua força durante os trabalhos espirituais e envolver a todos presentes, mas principalmente aos médiuns de incorporação, como uma harmonia a ajudá-los a se concentrarem para que esta ocorra.

## Falanges
Os nomes de alguns Pretos Velhos comuns de que se tem notícia são Pai João, Pai Joaquim de Angola, Pai José de Angola, Pai Francisco, Vovó Maria Conga, Vovó Catarina. Pai Jacó , Pai Benedito, Pai Anastácio, Pai Jorge, Pai Luís, Mãe Maria, Mãe Cambina, Mãe Sete Serras, Mãe Cristina, Mãe Mariana, Maria Conga, Vovó Rita, Vovó Joana dentre outros.
Os pretos velhos apresentam-se com nomes que individualizam sua atuação, do Congo, de Angola, evidenciando sua atuação propriamente dita e sua procedência.
Em sua linha de atuação eles apresentam-se pelos seguintes codinomes/cognomes, conforme acontecia na época da escravidão, onde os negros eram nominados/designados de acordo com a região de onde vieram:
- Congo_ Ex: (Pai Francisco do Congo), refere-se a pretos velhos ativos na linha de Iansã;
- Aruanda_ Ex: (Pai Francisco de Aruanda), refere-se a pretos velhos ativos na linha de Oxalá.
- D´Angola_ Ex: (Pai Francisco D´Angola), refere-se a pretos velhos ativos na linha de Ogum;
- Matas_ Ex: (Pai Francisco das Matas), refere-se a pretos velhos ativos na linha de Oxóssi;
- Calunga, Cemitério ou das Almas, refere-se a pretos velhos ativos na linha de Omolu/ Obaluaê;

Entre diversas outras nominações tais como: _Guiné, Moçambique, da Serra, da Bahia, etc...